# Campeonato Europeo Sub-18 1976
El Campeonato Europeo Sub-18 1976 se llevó a cabo en Hungría del 28 de mayo al 6 de junio y contó con la participación de 16 selecciones juveniles de Europa provenientes de una fase eliminatoria.
Unión Soviética venció en la final al anfitrión Hungría para conseguir su tercer título del torneo, el cual fue el primero considerado como eliminatoria rumbo a la Copa Mundial de Fútbol Sub-20 de 1977.

## Eliminatoria
| Equipo 1             | Agr.       | Equipo 2         | Ida | Vuelta |
| -------------------- | ---------- | ---------------- | --- | ------ |
| Irlanda              | 0–1        | Países Bajos     | 0–0 | 0–1    |
| Gales                | (a)3–3     | Inglaterra       | 0–1 | 3–2    |
| Luxemburgo           | 0–2        | Islandia         | 0–1 | 0–1    |
| Irlanda del Norte    | w.o.       | Escocia          | -   | -      |
| Dinamarca            | 3–1        | Polonia          | 1–1 | 2–0    |
| Alemania Democrática | 1–3        | Unión Soviética  | 1–1 | 0–2    |
| Noruega              | 1–3        | Finlandia        | 0–2 | 1–1    |
| Suecia               | 1–1(a)     | Alemania Federal | 1–1 | 0–0    |
| Bélgica              | 2–4        | Italia           | 2–2 | 0–2    |
| Suiza                | (a)1–1     | Portugal         | 0–0 | 1–1    |
| Malta                | 1–4        | Francia          | 1–3 | 0–1    |
| Liechtenstein        | 1–9        | España           | 1–5 | 0–4    |
| Rumania              | 2–4        | Checoslovaquia   | 1–1 | 1–3    |
| Yugoslavia           | 4–4 (6-5p) | Bulgaria         | 2–2 | 2–2    |
| Austria              | 1–2        | Turquía          | 1–1 | 0–1    |

## Clasificados
| - Checoslovaquia - Dinamarca - Finlandia - Francia | - Alemania Federal - Hungría (anfitrión) - Islandia - Italia | - Países Bajos - Irlanda del Norte - Unión Soviética - España | - Suiza - Turquía - Gales - Yugoslavia |

## Fase de grupos

### Grupo A
| País       | J | G | E | P | GF | GC | GD | Pts |
| ---------- | - | - | - | - | -- | -- | -- | --- |
| Hungría    | 3 | 2 | 0 | 1 | 6  | 5  | +1 | 4   |
| Gales      | 3 | 2 | 0 | 1 | 3  | 2  | +1 | 4   |
| Yugoslavia | 3 | 1 | 0 | 2 | 6  | 7  | –1 | 2   |
| Italia     | 3 | 1 | 0 | 2 | 3  | 4  | –1 | 2   |

| 28 mayo | Gales      | 2–1 | Yugoslavia |
|         | Hungría    | 2–1 | Italia     |
| 30 mayo | Italia     | 2–1 | Yugoslavia |
|         | Hungría    | 1–0 | Gales      |
| 1 junio | Yugoslavia | 4–3 | Hungría    |
|         | Gales      | 1–0 | Italia     |

### Grupo B
| País     | J | G | E | P | GF | GC | GD | Pts |
| -------- | - | - | - | - | -- | -- | -- | --- |
| España   | 3 | 2 | 1 | 0 | 5  | 0  | +5 | 5   |
| Suiza    | 3 | 1 | 2 | 0 | 1  | 0  | +1 | 4   |
| Islandia | 3 | 0 | 2 | 1 | 0  | 3  | –3 | 2   |
| Turquía  | 3 | 0 | 1 | 2 | 0  | 3  | –3 | 1   |

| 28 mayo | España   | 2–0 | Turquía  |
|         | Islandia | 0–0 | Suiza    |
| 30 mayo | Turquía  | 0–0 | Islandia |
|         | España   | 0–0 | Suiza    |
| 1 junio | Islandia | 0-3 | España   |
|         | Suiza    | 1–0 | Turquía  |

### Grupo C
| País             | J | G | E | P | GF | GC | GD | Pts |
| ---------------- | - | - | - | - | -- | -- | -- | --- |
| Francia          | 3 | 2 | 1 | 0 | 5  | 1  | +4 | 5   |
| Alemania Federal | 3 | 2 | 0 | 1 | 5  | 6  | –1 | 4   |
| Checoslovaquia   | 3 | 1 | 0 | 2 | 4  | 5  | –1 | 2   |
| Finlandia        | 3 | 0 | 1 | 2 | 1  | 3  | –2 | 1   |

| 28 mayo | Alemania Federal | 2–1 | Finlandia        |
|         | Checoslovaquia   | 1-2 | Francia          |
| 30 mayo | Francia          | 3–0 | Alemania Federal |
|         | Checoslovaquia   | 1–0 | Finlandia        |
| 1 junio | Alemania Federal | 3–2 | Checoslovaquia   |
|         | Finlandia        | 0–0 | Francia          |

### Grupo D
| País              | J | G | E | P | GF | GC | GD | Pts |
| ----------------- | - | - | - | - | -- | -- | -- | --- |
| Unión Soviética   | 3 | 3 | 0 | 0 | 8  | 0  | +8 | 6   |
| Dinamarca         | 3 | 2 | 0 | 1 | 8  | 7  | +1 | 4   |
| Países Bajos      | 3 | 1 | 0 | 2 | 4  | 6  | –1 | 2   |
| Irlanda del Norte | 3 | 0 | 0 | 3 | 3  | 10 | –7 | 0   |

| 28 mayo | Unión Soviética   | 3–0 | Países Bajos      |
|         | Dinamarca         | 5–3 | Irlanda del Norte |
| 30 mayo | Países Bajos      | 3–0 | Irlanda del Norte |
|         | Unión Soviética   | 3–0 | Dinamarca         |
| 1 junio | Dinamarca         | 3–1 | Países Bajos      |
|         | Irlanda del Norte | 0-2 | Unión Soviética   |

## Fase final
|  | Semifinales          | Semifinales          |   |                      | Final                | Final |  |
|  |                      |                      |   |                      |                      |       |  |
|  |                      |                      |   |                      |                      |       |  |
|  | Budapest, 4 de junio |                      |   |                      |                      |       |  |
|  | Francia              | 1                    |   |                      |                      |       |  |
|  | Hungría (DP 3-4)     | 1                    |   |                      |                      |       |  |
|  |                      |                      |   |                      |                      |       |  |
|  |                      |                      |   |                      | Budapest, 6 de junio |       |  |
|  |                      |                      |   |                      | Hungría              | 0     |  |
|  |                      | Unión Soviética      | 1 |                      |                      |       |  |
|  |                      |                      |   |                      |                      |       |  |
|  |                      |                      |   |                      |                      |       |  |
|  |                      |                      |   |                      | Tercer lugar         |       |  |
|  | Budapest, 4 de junio | Budapest, 4 de junio |   | Budapest, 6 de junio | Budapest, 6 de junio |       |  |
|  | Unión Soviética      | 3                    |   | España               | 3                    |       |  |
|  | España               | 0                    |   |                      | Francia              | 0     |  |

## Campeón
| Eurocopa Sub-18 1976          |
| ----------------------------- |
| Bandera de la Unión Soviética |
| Unión Soviética 3º Título     |

## Clasificados al Mundial Sub-20
| - Austria - España | - Francia - Hungría | - Italia - Unión Soviética |